# Ministère du Combat spirituel
Le Ministère chrétien du combat spirituel est une association internationale chrétienne évangélique d'églises néo-charismatiques fondée par le couple Olangi en République démocratique du Congo et est actuellement surtout présent en Afrique subsaharienne, avec des représentations en Amérique du Nord, en Asie du Sud-Est et en Europe de l'Ouest.

## Histoire
Le ministère chrétien du combat spirituel est né de la révélation de Dieu de maman Olangi en 1991, avec comme mission de résoudre des problèmes liés au divorce de beaucoup de couples, un message qui captive l'attention de plusieurs femmes qui la rejoignent, puis son mari papa Olangi l'année suivante, et en 1993 ils créent la « Fondation Olangi-Wosho (FOW) » qui va soutenir toutes leurs activités.
La FOW organise très souvent une série d’activités renommées qui accueillent plusieurs délégations des cinq continents,. Considérée comme « l'une des églises de réveil les plus riches de Kinshasa » avec près de 50 000 adeptes, elle possède également beaucoup de biens immobiliers et services,.
Papa Olangi décède en 2017, suivi de maman Olangi en 2018,.
En 2019, le changement de direction du siège de Libreville au Gabon a été remis en question par le siège central de Kinshasa.

### Fondation Olangi-Wosho
La Fondation créée par ce couple pastoral compté parmi les plus riches du continent et dont le siège se situe à la 17ème rue de la commune de Limete à Kinshasa est divisée en trois grandes communautés internationales, la « Communauté internationale des Femmes Messagères en Christ (CIFMC) » formant un groupe pour les femmes, le « Centre Peniel Mondial » formant un groupe pour les hommes et la « Jeunesse Chrétienne Combattante (JCC) » pour l'organisation des jeunes,.

## Controverses
Depuis les années 2000, le Ministère est accusé par les ONGs de défenses des droits humains de contribuer au phénomène des enfants sorciers. L’insistance du combat spirituel s’accompagne de lutte contre les démons et de désignation de responsables des difficultés d’une personne. Les pasteurs accusent ainsi fréquemment des enfants de sorcellerie. Les pasteurs proposent aux familles des exorcismes à des prix exorbitants. Si les parents ne constatent pas de changements après l'exorcisme, ils décident de rejeter leur enfant sorcier et de le laisser dans la rue.
Cette église est également considérée comme une secte aujourd'hui.